# Renato Tapia
Pour le cycliste, voir Renato Tapia (cyclisme). Pour les homonymes, voir Tapia.
Renato Fabrizio Tapia Cortijo, dit Renato Tapia, né le 28 juillet 1995 à Lima au Pérou, est un footballeur international péruvien qui évolue au poste de milieu défensif au Al-Wasl FC.

## Biographie

### Carrière en club
Renato Tapia est issu des divisions inférieures du Sporting Cristal avant de poursuivre sa formation au sein de l'Esther Grande (es). Ses performances intéressent certains grands clubs européens - dont le Liverpool FC - mais c'est le FC Twente (où il réalise plusieurs tests entre 2012 et 2013) qui l'engage à l'âge de 18 ans. Il intègre l'équipe réserve, le Jong FC Twente, en Eerste Divisie, où il joue 19 matchs pour un but inscrit. 
La saison suivante, il accède à l'équipe première et réalise ses débuts en Eredivisie le 9 août 2014, lors de la première journée de championnat contre le SC Cambuur. Le 23 novembre 2014, après trois mois de blessure, il fait son retour sur les terrains lors de la 13e journée contre le PEC Zwolle. Le 31 janvier 2015, à l'occasion de la 20e journée, il inscrit son premier but contre le SC Cambuur. Puis, le 12 avril 2015, il inscrit un doublé lors de la 30e journée contre le Go Ahead Eagles. Il marque cinq buts en 17 matchs lors de la saison 2014-2015.
Pour de sa deuxième saison, il marque seulement un but en 14 matchs. Le 26 janvier 2016, il signe au Feyenoord Rotterdam, pour un contrat de quatre ans et demi. Le transfert est estimé à environ 2,4 millions d'euros. Le 7 février 2016, lors de la 22e journée, il réalise ses débuts avec son nouveau club contre l'Ajax Amsterdam. Mais à l'issue de la saison, il n'aura joué que trois matchs avec le Feyenoord.
Arrivé en fin de contrat à l'issue de la saison 2019-2020, il n'est pas conservé par le Feyenoord Rotterdam et se retrouve libre à l'été 2020. Dès juillet 2020, il signe un contrat de quatre ans avec le Celta de Vigo en Espagne. En juillet 2023, alors que son transfert vers l'Olympique lyonnais était presque acquis, la DNCG bloque ce transfert arguant que le club lyonnais n'avait pas la capacité financière pour régler la transaction.

### Carrière internationale

#### En équipes de jeunes
En 2011, Renato Tapia prend part avec l'équipe du Pérou des moins de 17 ans au championnat d'Amérique du Sud U17, en Équateur (quatre matchs disputés). Puis, en 2013, il joue avec l'équipe des moins de 20 ans le championnat d'Amérique du Sud U20, en Argentine (six matchs disputés).

#### En équipe A
Renato Tapia compte 81 sélections et cinq buts avec l'équipe du Pérou depuis 2015. Il est convoqué pour la première fois en équipe nationale par le sélectionneur Ricardo Gareca, pour un match amical contre le Venezuela, le 31 mars 2015 (défaite 0-1).
Il fait partie de la liste des 23 joueurs péruviens sélectionnés pour disputer la Copa América Centenario en 2016. Le Pérou y atteint les quarts de finale, éliminé par la Colombie aux tirs au but après un match nul et vierge.
Titulaire indiscutable dans le dispositif tactique de Ricardo Gareca, Tapia participe à la Coupe du monde 2018 en Russie - élimination dès le premier tour - puis aux Copa América de 2019 - qui voit son équipe se hisser en finale du tournoi devant l'hôte brésilien (défaite 3-1) - et 2021.

## Statistiques

### Statistiques détaillées
| Saison                | Club                  | Championnat           | Championnat | Championnat | Coupe(s) nationale(s) | Coupe(s) nationale(s) | Compétition(s) continentale(s) | Compétition(s) continentale(s) | Compétition(s) continentale(s) | Pérou | Pérou | Total | Total |
| Saison                | Club                  | Division              | M.          | B.          | M.                    | B.                    | Comp.                          | M.                             | B.                             | M.    | B.    | M.    | B.    |
| 2013-2014             | Jong FC Twente        | Eerste Divisie        | 19          | 1           | -                     | -                     | -                              | -                              | -                              | -     | -     | 19    | 1     |
| 2014-2015             | Jong FC Twente        | Eerste Divisie        | 2           | 0           | -                     | -                     | -                              | -                              | -                              | -     | -     | 2     | 0     |
| Sous-total            | Sous-total            | Sous-total            | 21          | 1           | -                     | -                     | -                              | -                              | -                              | -     | -     | 21    | 1     |
| 2014-2015             | FC Twente             | Eredivisie            | 17          | 5           | 3                     | 0                     | -                              | -                              | -                              | 1     | 0     | 21    | 5     |
| 2015-2016             | FC Twente             | Eredivisie            | 14          | 1           | -                     | -                     | -                              | -                              | -                              | 5     | 0     | 19    | 1     |
| Sous-total            | Sous-total            | Sous-total            | 31          | 6           | 3                     | 0                     | -                              | -                              | -                              | 6     | 0     | 40    | 6     |
| 2015-2016             | Feyenoord Rotterdam   | Eredivisie            | 3           | 0           | -                     | -                     | -                              | -                              | -                              | 8     | 0     | 11    | 0     |
| 2016-2017             | Feyenoord Rotterdam   | Eredivisie            | 8           | 1           | 3                     | 0                     | C3                             | 3                              | 0                              | 8     | 2     | 22    | 3     |
| 2017-2018             | Feyenoord Rotterdam   | Eredivisie            | 15          | 1           | 3                     | 0                     | C1                             | 4                              | 0                              | 11    | 1     | 33    | 2     |
| 2018-2019             | Feyenoord Rotterdam   | Eredivisie            | 4           | 0           | 2                     | 0                     | C3                             | -                              | -                              | 5     | 0     | 11    | 0     |
| 2018-2019             | Willem II (prêt)      | Eredivisie            | 16          | 1           | 3                     | 0                     | -                              | -                              | -                              | 8     | 0     | 27    | 1     |
| Sous-total            | Sous-total            | Sous-total            | 16          | 1           | 3                     | 0                     | -                              | -                              | -                              | 8     | 0     | 27    | 1     |
| 2019-2020             | Feyenoord Rotterdam   | Eredivisie            | 15          | 1           | 1                     | 1                     | C3                             | 8                              | 1                              | 7     | 0     | 31    | 3     |
| Sous-total            | Sous-total            | Sous-total            | 45          | 3           | 9                     | 1                     | -                              | 15                             | 1                              | 39    | 3     | 108   | 8     |
| 2020-2021             | Celta de Vigo         | Liga                  | 32          | 0           | 2                     | 0                     | -                              | -                              | -                              | 10    | 1     | 44    | 1     |
| 2021-2022             | Celta de Vigo         | Liga                  | 29          | 0           | 3                     | 0                     | -                              | -                              | -                              | 12    | 1     | 44    | 1     |
| 2022-2023             | Celta de Vigo         | Liga                  | 29          | 0           | -                     | -                     | -                              | -                              | -                              | 4     | 0     | 33    | 0     |
| 2023-2024             | Celta de Vigo         | Liga                  | 16          | 0           | 4                     | 0                     | -                              | -                              | -                              | 3     | 0     | 23    | 0     |
| Sous-total            | Sous-total            | Sous-total            | 106         | 0           | 9                     | 0                     | -                              | -                              | -                              | 29    | 2     | 144   | 2     |
| Total sur la carrière | Total sur la carrière | Total sur la carrière | 220         | 11          | 24                    | 1                     | -                              | 15                             | 1                              | 82    | 5     | 341   | 18    |

### En sélection nationale
| Saison                | Sélection             | Phases finales          | Phases finales | Phases finales | Phases finales | Éliminatoires CDM | Éliminatoires CDM | Éliminatoires CDM | Matchs amicaux | Matchs amicaux | Matchs amicaux | Total | Total | Total |
| Saison                | Sélection             | Compétition             | M              | B              | Pd             | M                 | B                 | Pd                | M              | B              | Pd             | M     | B     | Pd    |
| --------------------- | --------------------- | ----------------------- | -------------- | -------------- | -------------- | ----------------- | ----------------- | ----------------- | -------------- | -------------- | -------------- | ----- | ----- | ----- |
| 2014-2015             | Pérou                 | -                       | -              | -              | -              | -                 | -                 | -                 | 1              | 0              | 0              | 1     | 0     | 0     |
| 2015-2016             | Pérou                 | Copa América Centenario | 4              | 0              | 0              | 5                 | 0                 | 0                 | 4              | 0              | 0              | 13    | 0     | 0     |
| 2016-2017             | Pérou                 | -                       | -              | -              | -              | 6                 | 1                 | 0                 | 2              | 1              | 0              | 8     | 2     | 0     |
| 2017-2018             | Pérou                 | Coupe du monde 2018     | 2              | 0              | 0              | 5                 | 0                 | 0                 | 5              | 1              | 0              | 12    | 1     | 0     |
| 2018-2019             | Pérou                 | Copa América 2019       | 6              | 0              | 1              | -                 | -                 | -                 | 8              | 0              | 0              | 14    | 0     | 1     |
| 2019-2020             | Pérou                 | -                       | -              | -              | -              | -                 | -                 | -                 | 5              | 0              | 0              | 5     | 0     | 0     |
| 2020-2021             | Pérou                 | Copa América 2021 4e    | 7              | 0              | 0              | 5                 | 1                 | 0                 | -              | -              | -              | 12    | 1     | 0     |
| 2021-2022             | Pérou                 | -                       | -              | -              | -              | 10                | 1                 | 0                 | -              | -              | -              | 10    | 1     | 0     |
| 2022-2023             | Pérou                 | -                       | -              | -              | -              | -                 | -                 | -                 | 4              | 0              | 0              | 4     | 0     | 0     |
| 2023-2024             | Pérou                 | -                       | -              | -              | -              | 5                 | 0                 | 0                 | 1              | 0              | 0              | 6     | 0     | 0     |
| 2024-2025             | Pérou                 | -                       | -              | -              | -              | 6                 | 0                 | 0                 | -              | -              | -              | 6     | 0     | 0     |
| Total sur la carrière | Total sur la carrière | Total sur la carrière   | 19             | 0              | 1              | 42                | 3                 | 0                 | 30             | 2              | 0              | 91    | 5     | 1     |

### Buts en sélection
| Buts en sélection de Renato Tapia | Buts en sélection de Renato Tapia | Buts en sélection de Renato Tapia                    | Buts en sélection de Renato Tapia | Buts en sélection de Renato Tapia | Buts en sélection de Renato Tapia | Buts en sélection de Renato Tapia |
|                                   | Date                              | Lieu                                                 | Adversaire                        | Score                             | Résultat                          | Compétition                       |
| --------------------------------- | --------------------------------- | ---------------------------------------------------- | --------------------------------- | --------------------------------- | --------------------------------- | --------------------------------- |
| 1.                                | 6 septembre 2016                  | Estadio Nacional, Lima (Pérou)                       | Équateur                          | 2-1                               | 2-1                               | QCM 2018                          |
| 2.                                | 13 juin 2017                      | Estadio Monumental Virgen de Chapi, Arequipa (Pérou) | Jamaïque                          | 2-0                               | 3-1                               | Match amical                      |
| 3.                                | 27 mars 2018                      | Red Bull Arena, Harrison (États-Unis)                | Islande                           | 1-0                               | 3-1                               | Match amical                      |
| 4.                                | 13 octobre 2020                   | Estadio Nacional, Lima (Pérou)                       | Brésil                            | 2-1                               | 2-4                               | QCM 2022                          |
| 5.                                | 2 septembre 2021                  | Estadio Nacional, Lima (Pérou)                       | Uruguay                           | 1-0                               | 1-1                               | QCM 2022                          |

## Palmarès
| Feyenoord Rotterdam - Championnat des Pays-Bas (1) : - Champion : 2017. - Coupe des Pays-Bas (2) : - Vainqueur : 2016 et 2018. - Supercoupe des Pays-Bas (2) : - Vainqueur : 2017 et 2018. |  | Pérou - Copa América : - Finaliste : 2019. |